# Renon
Renon (Ritten) é uma comuna italiana da região do Trentino-Alto Ádige, província de Bolzano, com cerca de 7.003 habitantes. Estende-se por uma área de 111 km², tendo uma densidade populacional de  hab/km². Faz fronteira com Barbiano, Bolzano, Castelrotto, Cornedo all'Isarco, Fiè allo Sciliar, San Genesio Atesino, Sarentino, Villandro.

## Demografia
| Variação demográfica do município entre 1861 e 2011                               |
|                                                                                   |
| Fonte: Istituto Nazionale di Statistica (ISTAT) - Elaboração gráfica da Wikipedia |